# Marine Martin
Marine Martin, née le 26 juin 1972 à Toulouse, est une lanceuse d’alerte française. Elle est présidente de l’association d'Aide aux Parents d'Enfants souffrant du Syndrome de l'Anticonvulsivant (« APESAC »). Elle est par ailleurs patiente experte à l'ANSM et membre du collège des conseillers de la revue Prescrire.

## Biographie
En 2002, son fils naît avec des malformations et troubles neurocomportementaux, elle cherche à en comprendre la cause. En 2009, elle découvre le lien entre la Dépakine et les malformations/autisme, grâce au site du CRAT (Centre de Recherche des Agents Tératogènes). Elle devient alors lanceuse d’alerte,,, du scandale de la Dépakine (Valproate de sodium) médicament antiépileptique prescrit aux femmes épileptiques ou bipolaires.
En 2011, elle décide de créer l’association APESAC basée à Pollestres, pour informer les victimes du danger et alerter les médias et les pouvoirs publics pour changer les conditions de prescription, imposera les pictogrammes sur les boites de médicaments et démontrera l'impact transgénérationnel du Valproate en publiant une étude chez Birth Defects Research.

## Prises de positions

### Affaire de la Dépakine
Depuis 2011, elle cherche à dénoncer le scandale de la Dépakine et en 2015, sous le gouvernement Touraine elle obtient une enquête de l’IGAS (Inspection Générale des Affaires Sociales),qui pointe l’inertie du laboratoire Sanofi et des pouvoirs publics.
Elle attaque Sanofi en justice, avec l'aide de son avocat Charles Joseph-Oudin (spécialisé dans l'indemnisation des victimes de produits de santé, et plus largement des préjudices corporels), lors d’une procédure au civil en 2012 et au pénal en 2015, puis l’État en 2016 au tribunal administratif. Le 09 septembre 2024 le tribunal judiciaire de Paris condamne Sanofi dans le dossier individuel de la lanceuse d'alerte à lui verser 285 000 euros, jugeant ainsi une faute de vigilance et l'absence de réactivité face aux alertes. Cette décision est une première, la défectuosité avait déjà été retenue par le tribunal de Nanterre dans d'autres dossiers mais pas la faute. Cette décision est également novatrice dans la mesure où le tribunal condamne Sanofi pour le préjudice d'anxiété à verser 47 500 euros à chacun de ses enfants,.
Son association APESAC est la première association française en matière de santé à porter plainte en Action de Groupe en 2016,,. En novembre 2016, elle fait adopter un dispositif d’indemnisation spécialement dédié aux victimes de la Dépakine à l’ONIAM,,,(Office National d’Indemnisation des accidents Médicaux), comme cela avait été fait pour le Mediator.
En avril 2017, elle sort son livre Dépakine, le Scandale: je ne pouvais pas me taire,,, préfacé par Irène Frachon, où elle raconte son combat. Et publie au côté de Catherine Hill, des études recensant le nombre de victimes de la Dépakine grâce aux données de l'APESAC. Ce livre a été primé par la revue Prescrire . La même année, elle demande que des études sur les hommes traités sous Dépakine et l’impact sur leur descendance soient réalisées.
En 2018 elle manifeste avec son association APESAC devant le site de Sanofi Mourenx. L’usine rejette dans l'air du 2-bromoprobane (intermédiaire servant à la synthèse de la dépakine) 190 000 fois la norme autorisée. Avec son association, Marine Martin porte plainte au tribunal de grande instance de Paris contre l’usine Sanofi Mourenx pour « mise en danger d'autrui » et « atteinte involontaire à l'intégrité de la personne » après la plainte des associations environnementales et riveraines.
Début 2019, elle rendra publiques des données récoltées au sein de l'APESAC sur l'impact transgénérationnel de la Dépakine,,, c’est-à-dire que les enfants des enfants Dépakine sont susceptibles de développer des malformations ou des troubles neuro-développementaux. Parallèlement, le travail qu'elle a entrepris à l'ANSM (Agence Nationale de Sécurité du Médicament et des produits de santé) mène à un rapport, publié en avril 2019, classant le danger des autres antiépileptiques chez la femme enceinte,,.
En février 2020, le juge d’instruction du dossier pénal met Sanofi en examen pour tromperie aggravée et mise en danger de la vie d’autrui, à la suite de la plainte déposée par Marine Martin. En août de la même année, l’homicide involontaire est ajouté aux accusations, à la suite de l’ajout de quatre dossiers d’enfants décédés.
En juillet 2020, l'Etat est condamné par le Tribunal de Montreuil à Paris dans 3 dossiers de victimes de la Dépakine. SANOFI et les médecins sont désignés comme co-responsable.
En octobre 2020, toujours dans le cadre du dossier pénal c’est l’ANSM qui est mis en examen pour mise en danger de la vie d’autrui et homicide involontaire,.
En octobre 2021, Sanofi sera débouté par la chambre de l'instruction de Paris de leur demande d'annulation du rapport pénal.
En décembre 2021, elle publie chez Birth Defects Research un étude sur l'impact transgénérationnel du Valproate avec l'aide de scientifiques internationaux: Catherine Hill, Susan Bewley (en) professeur émérite d’obstétrique et de santé des femmes au King’s College de Londres, Alastair H. Maclennan directeur du groupe de recherche sur la paralysie cérébrale à l’université d’Adélaide et Dr Alain Braillon.
Le 5 janvier 2022 son association APESAC remporte la première action de groupe en matière de santé contre SANOFI, jugé responsable d’un manque de vigilance et d’information sur les risques de la Dépakine. Le tribunal judiciaire a notamment estimé, que le groupe pharmaceutique français Sanofi a produit et commercialisé un produit défectueux.
En mai 2022, le laboratoire SANOFI est condamné dans 4 dossiers de familles de victimes de l'APESAC au tribunal civil,.
Le 4 août 2023 l’Agence annonce via un communiqué de presse la mise en place d'une information à destination des praticiens et des patients traités par Dépakine (Valproate de Sodium). Les premiers résultats de l’étude brésilienne indiquent que chez les hommes traités par Valproate dans les trois mois qui précèdent la conception entraine augmentation du risque de troubles neuro-développementaux, comme des troubles du spectre autistique chez les enfants dont le père a été traité par valproate. L’Agence européenne du médicament (EMA) a demandé aux laboratoires des analyses complémentaires pour évaluer la robustesse de ces données. A ce jour, plus d’une dizaine de familles s’apprêtent à saisir le juge.
En Novembre 2023, une mère de deux enfants autistes dépose une plainte contre X à la suite du scandale des rejets de l’usine Sanofi Mourenx. Marine Martin lui avait alors conseillé en 2018 d’effectuer un test de dépakinémie qui s’est révélée positif. La plaignante n’est ni épileptique et n’a jamais pris de dépakine mais ses enfants présentent les mêmes problèmes de santé que ceux des enfants exposés à la dépakine in-utéro. Son association regroupe aujourd’hui également les victimes de Mourenx.
L’APESAC indique vouloir entamer les démarches pour ouvrir le fonds d’indemnisation aux pères traités par dépakine et aux parents exposés par les rejets de l'usine Mourenx.

### Travail institutionnel
En 2014, elle obtient avec ses homologues anglaises de l'OACS (Organisation for Anti-convulsant Syndrome) la réévaluation européenne du médicament à l'EMA , elle impose la mise en place d’un protocole calqué sur celui de l'Isotrétinoïne, elle fait modifier le RCP (Résumé caractéristique des produits).
En 2016, elle obtient de l’ANSM que des études soient réalisées afin de connaître le nombre exact de victimes. Trois rapports sont publiés: le premier estime à 4000,, le nombre d’enfants nés avec des malformations (publié en 2016); le second stipule, qu’entre 2007 et 2014: 14000 femmes ont été enceintes sous Dépakine et que seulement 8 700 enfants sont nés vivants(publié en 2016). Le dernier établit que 30 000 enfants sont nés atteints de troubles neurocomportementaux en France depuis 1967(2018).
En 2016, elle négocie pour faire apposer des pictogrammes sur les boites de Dépakine, ainsi que sur tous les médicaments dits tératogènes, signalant les dangers du médicament durant la grossesse qui sort en avril 2017 par décret , puis en 2018, elle l’impose au niveau européen,.
Marine Martin poursuit son combat, dans l'attente des différents jugements. La lanceuse d'alerte, devenue patiente experte à l'ANSM, « reste dans le collimateur de Sanofi […] qui tente d'annuler sa nomination ».
En mai 2021, Sanofi est débouté par le tribunal administratif de Montreuil, de faire révoquer Marine Martin, de son poste de patiente experte à l’ANSM.
Le même mois, son association APESAC et elle intègrent le Collège stratégique de la Maison des Lanceurs d’Alerte.

### Ouvrages
- Dépakine, le scandale. Je ne pouvais pas me taire, édition Robert Laffont[63], 2017
- Enfant Dépakine[64], 2020

### Articles
- Proposals for Engaging Patients and Healthcare Professionals in Risk Minimisation from an Analysis of Stakeholder Input to the EU Valproate Assessment Using the Novel Analysing Stakeholder Safety Engagement Tool (ASSET), in Drug Safety (en)[65], july 2021
- Transgenerational adverse effects of valproate? A patient report from 90 affected families in Birth Defects Reseach[66],[67], december 2021

## Ouvrages connexes
- Effets indésirables - Victimes des médicaments, Clotilde Cadu, édition Hugo & Cie, 2016
- Effets secondaires - Le scandale Français, Antoine Beguin et Jean-Christophe Brisard, édition First, 2016
- Guide des 4000 médicaments utiles, inutiles ou dangereux, Bernard Debré et Philippe Even, édition Cherche Midi, 2016
- Un député et son collab' chez Big Pharma, Cyril Pocréaux et François Ruffin, édition Fakir, 2018
- Ce pays que tu ne connais pas, François Ruffin, édition Les Arènes, 2019
- Les résistantes, Florence Méréo, édition HarperCollins, 2019
- Mauvais traitements - Pourquoi les femmes sont mal soignées, Delphine Bauer et Ariane Puccini, édition Seuil, 2020
- Les accords de Galéo, Salomé Martin, édition Sudarène Édition[68], 2019
- Lanceurs d'alerte (bande dessinée), Flore Talamon - Bruno Loth, Delcourt (éditions), 2021